# Marie-Louise Monnet
Marie-Louise Monnet (1902-1988) est la fondatrice de la Jeunesse indépendante chrétienne et féminine (JICF), de l'Action catholique des milieux indépendants (ACI) et la première femme nommée auditrice au concile Vatican II.
Elle est la sœur de Jean Monnet.